# برودرسدورف
برودرسدورف (به آلمانی: Brodersdorf) یک شهر در آلمان است که در Plön (District) واقع شده‌است. برودرسدورف ۴۴۰ نفر جمعیت دارد.